# Zwijndrecht (Belgia)
Zwijndrecht – miejscowość i gmina (gemeente) w Belgii, w Regionie Flamandzkim, w prowincji Antwerpia, w okręgu Antwerpia. 1 stycznia 2024 roku liczyła 19 580 mieszkańców.

## Podział administracyjny
W skład gminy wchodzi jedna dzielnica (deelgemeente):
- Burcht

## Współpraca
Miejscowości partnerskie:
- Idstein, Niemcy
- Zwijndrecht, Niderlandy